# Campionato mondiale di hockey su ghiaccio femminile 2003
Il Campionato mondiale di hockey su ghiaccio femminile è stato assegnato dall'International Ice Hockey Federation alla Cina, che lo avrebbe dovuto ospitare a Pechino nel periodo tra il 4 e il 9 marzo 2003. Questa era la prima edizione del campionato mondiale giocata nel paese asiatico, essa fu tuttavia annullata a causa dell'epidemia di SARS che colpì la regione. Le divisioni inferiori si giocarono regolarmente, e per questo motivo la IIHF decise di considerare valide le promozioni da una categoria all'altra, sospendendo però le retrocessioni. In questo modo nell'edizione del 2004 il Gruppo A sarebbe passato da 8 a 9 nazionali iscritte.

## Campionato di gruppo A

### Partecipanti
Al torneo dovevano prendere parte 8 squadre:
| 5 dall'Europa     | Finlandia | Germania    |
| 5 dall'Europa     | Russia    | Svezia      |
| 5 dall'Europa     | Svizzera  |             |
| 2 dal Nordamerica | Canada    | Stati Uniti |
| 1 dall'Asia       | Cina      |             |

## Prima Divisione
Il Campionato di Prima Divisione si è svolto in un unico girone all'italiana a Ventspils, in Lettonia, fra il 9 e il 15 marzo 2003:
| Pos. |                | PG | V | N | P | GF | GS | DR  | Pt |
| 1.   | Giappone       | 5  | 5 | 0 | 0 | 23 | 6  | +17 | 10 |
| 2.   | Kazakistan     | 5  | 3 | 1 | 1 | 20 | 7  | +13 | 7  |
| 3.   | Rep. Ceca      | 5  | 3 | 0 | 2 | 15 | 22 | -7  | 6  |
| 4.   | Francia        | 5  | 2 | 1 | 2 | 9  | 9  | 0   | 5  |
| 5.   | Lettonia       | 5  | 1 | 0 | 4 | 7  | 16 | -9  | 2  |
| 6.   | Corea del Nord | 5  | 0 | 0 | 5 | 10 | 24 | -14 | 0  |

| Promossa nel Gruppo A: | Giappone |

## Seconda Divisione
Il Campionato di Seconda Divisione si è svolto in un unico girone all'italiana a Lecco, in Italia, fra il 31 marzo e il 6 aprile 2003:
| Pos. |             | PG | V | N | P | GF | GS | DR  | Pt |
| 1.   | Norvegia    | 5  | 4 | 1 | 0 | 24 | 9  | +15 | 9  |
| 2.   | Danimarca   | 5  | 3 | 1 | 1 | 16 | 13 | +3  | 7  |
| 3.   | Slovacchia  | 5  | 2 | 2 | 1 | 23 | 7  | +16 | 6  |
| 4.   | Italia      | 5  | 2 | 0 | 3 | 13 | 21 | -8  | 4  |
| 5.   | Paesi Bassi | 5  | 1 | 1 | 3 | 8  | 18 | -10 | 3  |
| 6.   | Regno Unito | 5  | 0 | 1 | 4 | 12 | 28 | -16 | 1  |

| Promossa in Prima Divisione: | Norvegia |

## Terza Divisione
Il Campionato di Terza Divisione si è svolto in un unico girone all'italiana a Maribor, in Slovenia, fra il 25 e il 31 marzo 2003:
| Pos. |           | PG | V | N | P | GF | GS | DR  | Pt |
| 1.   | Australia | 5  | 4 | 1 | 0 | 34 | 7  | +27 | 9  |
| 2.   | Slovenia  | 5  | 4 | 0 | 1 | 20 | 8  | +12 | 8  |
| 3.   | Belgio    | 5  | 2 | 1 | 2 | 10 | 12 | -2  | 5  |
| 4.   | Ungheria  | 5  | 1 | 1 | 3 | 5  | 14 | -9  | 3  |
| 5.   | Sudafrica | 5  | 1 | 1 | 3 | 7  | 23 | -16 | 3  |
| 6.   | Romania   | 5  | 1 | 0 | 4 | 11 | 23 | -12 | 2  |

| Promossa in Seconda Divisione: | Australia |